# 타란토 공국
타란토 공국(라틴어: Principatum Tarentinum)은 이탈리아 남부에 1088년 로버트 기스카르의 장남인 보헤몬드 1세가 아풀리아 공국의 계승권을 둘러싼 분쟁 끝에 동생 로거 보르사와 평화의 일환으로 만들어진 국가였다.
타란토는 아풀리아의 거의 모든 발뒤꿈치를 뒤덮은 공국의 수도가 되었다. 이후 377년의 역사 동안, 그것은 때때로 시칠리아 왕국(그리고 다음날 나폴리)의 강력하고 거의 독립적인 봉건이었다., 때로는 왕관을 물려받거나 군림하는 여왕의 남편에게 종종 주어지는 작위만을 받는다. 안주 하우스가 분할되자 타란토는 두라초(1394년 ~ 1463년)의 집으로 낙선했다.
나폴리의 페르디난트 1세는 아내 클레르몽 이사벨라가 죽자 타란토 공국을 나폴리 왕국으로 통합했다. 공국은 막을 내렸지만, 나폴리의 국왕들은 계속해서 아들들에게 타란토 공작이라는 칭호를 주었고, 먼저 이사벨라의 장남인 나폴리의 알폰소 2세에게 주었다.

## 백작
- 고프레도 (1063 – bef. 1072)
- 리카르도 (bef. 1072–1080)
  - 피에트로네 - 섭정
- 로베르 기스카르 (1080–1085)
- 보에몽 1세 (1085–1088)

## 공작

### 오트빌 (알타빌라) 가
- 1088 - 보에몽 1세 (1054–1111) : 이후 안티오크의 십자군 국가의 대공
- 1111 - 보에몽 2세 (1108, 1130) : 안티오크의 대공
- 1128 - 로제 2세 (1093–1154) : 풀리아 공작이자 이탈리아 남부의 통일한 시칠리아의 군주
- 1132 - 탄크레드 : 로제 2세의 아들이며, 아버지에게서 임명받은 바리의 대공
- 1138 - 기욤 1세 : 로제 2세의 아들로, 시간이 흘러 시칠리아의 군주이며, 그의 형제인 탄크레드가 사망하면서 타란토 대공이 된다
- 1144 - 시몽 : 로제 2세의 아들로, 그의 형제 기욤이 카푸아의 대공이자 풀리아의 공작이 되면서, 타란토 대공이 되었다
- 1157 - 기욤 2세 : 이후 시칠리아의 군주
- 1189 - 시칠리아 군주 탄크레드
- 1194 - 기욤 3세 : 시칠리아의 군주(폐위됨)이자 레체의 백작

### 호엔슈타우펜 (스베비아) 가
- 1194 - 하인리히 6세 : 신성 로마 제국 황제이자 시칠리아의 군주
  - 1198 - 로브레히트(Robrecht);
  - 1200 - 발터 3세 폰 브리엔 : 시칠리아의 군주 탄크레드의 딸인 마리 드 레체의 남편. 작위는 발터가 사망하면서 몰수되었다;
- 1205 - 프리드리히 2세
- 1250 - 만프레디 : 프리드리히 2세의 아들

### 안조가
- 1266 - 카를로 1세 (1227–1285) : 만프레디를 몰아내고 교황에 의해 시칠리아의 군주가 되었다
- 1285 - 카를 2세 (1248–1309) : 카를로 1세의 아들이며, 나폴리의 군주이다.
- 1294 - 필리포 1세 (1278–1332) : 카를로 2세의 아들이며, 명목상 라틴 제국 황제
- 1332 - 로베르토 당주 (1299–1364) : 필리포 1세의 아들
- 1346 - 루이지 당주 (1308–1362) : 필리포 1세의 아들이며, 동시에 나폴리의 군주
- 1364 - 필리포 2세 (1329–1374) :  필리포 1세의 아들이며, 명목상 라틴 제국 황제
  - 1356 - 필리포 3세 : 필리포 2세의 아들이며, 어린 나이에 사망하였고 작위는 그의 아버지에게 돌아갔다

### 보 (델 발초) 가
- 1374 - 자크 데 보 : 필리프 2세의 조카, 명목상 라틴 제국의 황제;

### 벨프 또는 브라운슈바이크 (에스테 델 구엘포) 가
- 1383 - 오토네 (1320–1398) : 조반나 1세의 남편

### 오르시니가
- 1393 - 라이몬도 델 발초 오르시니 : 라이몬델로(Raimondello)도 알려져 있으며, 브리엔 상속녀 마리 당기엥의 남편
- 1406 - 라디슬라오 디 나폴리 : 나폴리 군주이며, 마리 당기엥의 두 번째 남편
- 1414 - 자크 1세 드 부르봉 :조반나 2세 디 나폴리의 남편
- 1420 - 조반니 안토니오 델 발초 오르시니 : 마리와 라이몬도의 아들;
- 1463 - 이사벨라 디 타란토 : 조반니 안토니오의 조카

## 같이 보기
- 타란토의 역사